# Coupe Magnus
Pour les articles homonymes, voir Magnus.
La Coupe Magnus est le trophée récompensant le champion de France de hockey sur glace. Le championnat porte d'ailleurs depuis 2004 le nom de Ligue Magnus.
Le nom de Coupe Magnus se réfère à Louis Magnus, champion de France de patinage artistique de 1908 à 1911 et fondateur de la Ligue internationale de hockey sur glace, qui devient ensuite la Fédération internationale de hockey sur glace.

## Historique
Le trophée est créé en 1985, à Chamonix, par Tristan Alric, qui trouvant décevante la coupe remise aux champions de France, décide de créer un trophée plus imposant, en s'inspirant de la Coupe Stanley. Il demande alors aux clubs d'élite une somme de 1 000 francs chacun pour la créer, somme refusée par un seul club, celui de Viry-Châtillon, dont le président refuse de payer pour un trophée qui risque de revenir au club rival, les Français Volants.
Le trophée, une fois créé, n'est pas validé tout de suite par les instances fédérales et Tristan Alric est obligé d'en assurer la garde chez lui et de le transporter sur les lieux des matchs décisifs. La coupe devient cependant rapidement populaire et le 24 octobre 1985 le comité national de hockey sur glace officialise la coupe Magnus comme récompense suprême du championnat.
À l'instar de la Coupe Stanley, sont gravés sur les flancs de la coupe le palmarès complet du championnat de France depuis sa création.

## Palmarès
Le palmarès officiel de la coupe Magnus fut pendant longtemps contesté : le titre 1926 a été longtemps officiellement attribué à Chamonix, alors qu'il a été depuis réattribué au Club des Sports d'Hiver de Paris. Le club de Chamonix n'aurait donc que 29 titres et non 30. Cependant, l'explication de ce chiffre, résiderait dans un championnat qui aurait eu lieu en 1924 et remporté par Chamonix. Le palmarès ci-dessous présente celui retenu par la FFHG.

### Par année
| Saison    | Vainqueur                                                 | Vice-champion                                             | Équipes | Nom                   | Formule |
| --------- | --------------------------------------------------------- | --------------------------------------------------------- | ------- | --------------------- | --- |
| 1906-1907 | Sporting Club de Lyon                                     | Patineurs de Paris                                        | 2       | Championnat de France | Finale en un match |
| 1907-1908 | Patineurs de Paris                                        | SC Lyon                                                   | 2       | Championnat de France | Finale en un match |
| 1911-1912 | Patineurs de Paris                                        | Chamonix                                                  | 2       | Championnat de France | Finale en un match |
| 1912-1913 | Patineurs de Paris                                        | Chamonix                                                  | 2       | Championnat de France | Finale en un match |
| 1913-1914 | Patineurs de Paris                                        | Chamonix                                                  | 2       | Championnat de France | Finale en un match |
| 1919-1920 | Skating Club Paris                                        | Chamonix                                                  | 2       | Championnat de France | Finale en un match |
| 1920-1921 | Skating Club Paris                                        | Chamonix                                                  | 2       | Championnat de France | Finale en un match |
| 1921-1922 | Sports d’Hiver Paris                                      | Chamonix                                                  | 2       | Championnat de France | Finale en un match |
| 1922-1923 | Chamonix                                                  | Sports d’Hiver Paris                                      | 2       | Championnat de France | Finale en un match |
| 1923-1924 | Chamonix                                                  | ?                                                         | ?       | ?                     | ?' |
| 1924-1925 | Chamonix                                                  | Sports d’Hiver Paris                                      | 2       | Championnat de France | Finale en un match |
| 1925-1926 | Sports d’Hiver Paris                                      | Chamonix                                                  | 2       | Championnat de France | Finale en un match |
| 1926-1927 | Chamonix                                                  | Sports d’Hiver Paris                                      | 2       | Championnat de France | Finale en un match |
| 1928-1929 | Chamonix                                                  | Sports d’Hiver Paris                                      | 2       | Championnat de France | Finale en un match |
| 1929-1930 | Chamonix                                                  | Sports d’Hiver Paris                                      | 2       | Championnat de France | Finale en un match |
| 1930-1931 | Chamonix                                                  | Sports d’Hiver Paris                                      | 2       | 1re série             | Finale en un match |
| 1931-1932 | Stade Français                                            | RC Paris                                                  | 4       | 1re série             | demi-finales puis finale en un match |
| 1932-1933 | Stade Français                                            | RC Paris                                                  | 4       | 1re série             | demi-finales puis finale en un match |
| 1933-1934 | Rapides de Paris                                          | Chamonix                                                  | 4       | 1re série             | demi-finales puis finale en un match |
| 1934-1935 | Stade Français                                            | Français Volants                                          | 4       | 1re série             | demi-finales puis finale en un match |
| 1935-1936 | Français Volants                                          | Stade français                                            | 3       | 1re série             | demi-finales (1 match) puis finale (2 matchs) |
| 1936-1937 | Non décerné                                               | Non décerné                                               | ?       | 1re série             | Finale en un match non disputée |
| 1937-1938 | Français Volants                                          | Chamonix                                                  | ?       | 1re série             | ? |
| 1938-1939 | Chamonix                                                  | Français Volants                                          | ?       | 1re série             | ? |
| 1940-1941 | Non décerné                                               | Non décerné                                               | 7       | 1re série             | Finale en un match non disputée |
| 1941-1942 | Chamonix                                                  | Français Volants                                          | 2       | 1re série             | Finale en un match |
| 1943-1944 | Chamonix                                                  | RC Paris                                                  | 2       | 1re série             | Finale en un match |
| 1945-1946 | Chamonix                                                  | Français Volants                                          | 3       | 1re série             | Formule championnat en 3 matchs |
| 1948-1949 | Chamonix                                                  | CSG Paris                                                 | 11      | 1re série             | 2 poules puis poule nationale à 4 équipes |
| 1949-1950 | RC Paris                                                  | Lions de Paris (CSGP)                                     | 5       | 1re série             | 2 poules puis poule nationale à 4 équipes |
| 1950-1951 | RC Paris                                                  | Chamonix                                                  | 5       | 1re série             | 2 poules puis poule nationale à 3 équipes |
| 1951-1952 | Chamonix                                                  | CO Billancourt                                            | 7       | 1re série             | 2 poules puis finale en 1 match |
| 1952-1953 | Paris UC                                                  | Chamonix                                                  | 4       | 1re série             | Championnat à 4 équipes |
| 1953-1954 | Chamonix                                                  | Paris UC                                                  | ?       | 1re série             | ? |
| 1954-1955 | Chamonix                                                  | CP Lyon                                                   | ?       | 1re série             | ? |
| 1955-1956 | CP Lyon                                                   | Chamonix                                                  | 5       | 1re série             | Championnat en 5 matchs |
| 1956-1957 | Boulogne-Billancourt                                      | CP Lyon                                                   | 6       | 1re série             | Poule de qualifications à 4 puis poule finale à 3 |
| 1957-1958 | Chamonix                                                  | Boulogne-Billancourt                                      | ?       | 1re série             | ? |
| 1958-1959 | Chamonix                                                  | Boulogne-Billancourt                                      | ?       | 1re série             | ? |
| 1959-1960 | Boulogne-Billancourt                                      | Chamonix                                                  | ?       | 1re série             | ? |
| 1960-1961 | Chamonix                                                  | Boulogne-Billancourt                                      | 4       | 1re série             | 2 poules puis finale en 2 matchs |
| 1961-1962 | Boulogne-Billancourt                                      | Villard-de-Lans                                           | 4       | 1re série             | Qualifications à 3 puis finale (1 match) |
| 1962-1963 | Chamonix                                                  | Boulogne-Billancourt                                      | 8       | 1re série             | 2 poules à 4 puis poule finale à 4 (6 matchs) |
| 1963-1964 | Chamonix                                                  | Boulogne-Billancourt                                      | 6       | 1re série             | Championnat à 6 (10 matchs) |
| 1964-1965 | Chamonix                                                  | Boulogne-Billancourt                                      | ?       | 1re série             | ? |
| 1965-1966 | Chamonix                                                  | Boulogne-Billancourt                                      | ?       | 1re série             | ? |
| 1966-1967 | Chamonix                                                  | Grenoble-Villard                                          | ?       | 1re série             | ? |
| 1967-1968 | Chamonix                                                  | Grenoble-Villard                                          | 9       | 1re série             | 2 poules puis poule finale à 4 (3 matchs) |
| 1968-1969 | Saint-Gervais                                             | Chamonix                                                  | 10      | 1re série             | 2 poules puis poule finale à 4 (3 matchs) |
| 1969-1970 | Chamonix                                                  | Saint-Gervais                                             | 11      | 1re série             | 2 poules puis poule finale à 4 (3 matchs) |
| 1970-1971 | Chamonix                                                  | Saint-Gervais                                             | ?       | 1re série             | ? |
| 1971-1972 | Chamonix                                                  | Viry-Châtillon                                            | ?       | 1re série             | ? |
| 1972-1973 | Chamonix                                                  | Viry-Châtillon                                            | ?       | 1re série             | ? |
| 1973-1974 | Saint-Gervais                                             | Chamonix                                                  | ?       | Série A               | ? |
| 1974-1975 | Saint-Gervais                                             | Villard-de-Lans                                           | ?       | Série A               | ? |
| 1975-1976 | Chamonix                                                  | Saint-Gervais                                             | ?       | Nationale A           | ? |
| 1976-1977 | Gap                                                       | Grenoble                                                  | 10      | Nationale A           | Poule unique (18 matchs) |
| 1977-1978 | Gap                                                       | Villard-de-Lans                                           | 10      | Nationale A           | Poule unique (18 matchs) |
| 1978-1979 | Chamonix                                                  | Tours                                                     | 10      | Nationale A           | Poule unique (18 matchs) puis poule à 6 (10 matchs) |
| 1979-1980 | Tours                                                     | Chamonix                                                  | 10      | Nationale A           | Poule unique (18 matchs) puis poule à 6 (10 matchs) |
| 1980-1981 | Grenoble                                                  | Tours                                                     | 10      | Nationale A           | Poule unique (18 matchs) puis poule à 6 (10 matchs) |
| 1981-1982 | Grenoble                                                  | Tours                                                     | 10      | Nationale A           | Poule unique (18 matchs) puis poule à 8 (14 matchs) |
| 1982-1983 | Saint-Gervais                                             | Grenoble                                                  | 12      | Nationale A           | Poule unique (22 matchs) puis poule à 8 (14 matchs) |
| 1983-1984 | Megève                                                    | Gap                                                       | 12      | Nationale A           | Poule unique (22 matchs) puis poule à 8 (14 matchs) |
| 1984-1985 | Saint-Gervais                                             | Megève                                                    | 12      | Nationale A           | Poule unique (22 matchs) puis poule à 6 (10 matchs) |
| 1985-1986 | Saint-Gervais                                             | Français Volants                                          | 12      | Nationale 1           | Poule unique (22 matchs) puis poule à 6 (10 matchs) |
| 1986-1987 | Mont-Blanc                                                | Français Volants                                          | 10      | Nationale 1A          | Poule unique (36 matchs) |
| 1987-1988 | Mont-Blanc                                                | Briançon                                                  | 10      | Nationale 1A          | Poule unique (18 matchs) puis poule à 6 (10 matchs) puis 2 tours (2-2) |
| 1988-1989 | Français Volants                                          | Amiens                                                    | 10      | Nationale 1A          | Poule unique (18 matchs) puis poule à 6 (10 matchs) puis 2 tours (3-3) |
| 1989-1990 | Rouen                                                     | Grenoble                                                  | 10      | Nationale 1A          | Poule unique (36 matchs) puis 2 tours (3-3) |
| 1990-1991 | Grenoble                                                  | Rouen                                                     | 8       | Ligue Nationale       | Poule unique (28 matchs) puis 3 tours (5-5-3) |
| 1991-1992 | Rouen                                                     | Chamonix                                                  | 8       | Ligue Nationale       | Poule unique (14 matchs) puis poule à 6 (20 matchs) |
| 1992-1993 | Rouen                                                     | Chamonix                                                  | 16      | Nationale 1           | 2 poules de 8 (14 matchs), puis poule de 4 (12 matchs) puis 2 tours (5-5) |
| 1993-1994 | Rouen                                                     | Chamonix                                                  | 16      | Nationale 1           | 4 poules de 4 (6 matchs), poule de 8 (14 matchs), poule de 4 (6 matchs), puis 2 tours (5-3) |
| 1994-1995 | Rouen                                                     | Brest                                                     | 8       | Élite                 | Poule unique (28 matchs) puis 3 tours (5-5-2) |
| 1995-1996 | Brest                                                     | Rouen                                                     | 8       | Élite                 | Poule unique (28 matchs) puis 3 tours (5-5-5) |
| 1996-1997 | Brest                                                     | Amiens                                                    | 12      | National 1A           | Poule unique (22 matchs) puis poule à 6 (10 matchs) puis 3 tours (5-5-5) |
| 1997-1998 | Grenoble                                                  | Amiens                                                    | 10      | Élite                 | Poule unique en 2 tours (36 matchs) puis 3 tours (5-5-5) |
| 1998-1999 | Amiens                                                    | Reims                                                     | 10      | Élite                 | Poule unique (36 matchs) puis 3 tours (5-5-5) |
| 1999-2000 | Reims                                                     | Caen                                                      | 9       | Élite                 | Poule unique (32 matchs) puis 3 tours (5-5-2) |
| 2000-2001 | Rouen                                                     | Anglet                                                    | 8       | Élite                 | Poule unique (28 matchs) puis 3 tours (5-5-5) |
| 2001-2002 | Reims                                                     | Rouen                                                     | 7       | Élite                 | Poule unique (36 matchs) |
| 2002-2003 | Rouen                                                     | Amiens                                                    | 15      | Super 16              | 2 poules de 8 (14 matchs) puis poule à 8 (14 matchs) puis 2 tours (5-3) |
| 2003-2004 | Amiens                                                    | Grenoble                                                  | 15      | Super 16              | 2 poules de 8 (14 matchs) puis poule à 8 (14 matchs) puis 3 tours (5-5-2) |
| 2004-2005 | Mulhouse                                                  | Tours                                                     | 15      | Ligue Magnus          | Poule unique (28 matchs) puis 3 tours (5-5-3) |
| 2005-2006 | Rouen                                                     | Amiens                                                    | 14      | Ligue Magnus          | Poule unique (26 matchs) puis 4 tours (3-5-5-5) |
| 2006-2007 | Grenoble                                                  | Morzine-Avoriaz                                           | 14      | Ligue Magnus          | Poule unique (26 matchs) puis 4 tours (3-5-5-5) |
| 2007-2008 | Rouen                                                     | Briançon                                                  | 14      | Ligue Magnus          | Poule unique (26 matchs) puis 4 tours (3-5-5-5) |
| 2008-2009 | Grenoble                                                  | Briançon                                                  | 14      | Ligue Magnus          | Poule unique (26 matchs) puis 4 tours (3-5-5-5) |
| 2009-2010 | Rouen                                                     | Angers                                                    | 14      | Ligue Magnus          | Poule unique (26 matchs) puis 4 tours (3-5-5-5) |
| 2010-2011 | Rouen                                                     | Strasbourg                                                | 14      | Ligue Magnus          | Poule unique (26 matchs) puis 4 tours (3-5-5-5) |
| 2011-2012 | Rouen                                                     | Grenoble                                                  | 14      | Ligue Magnus          | Poule unique (26 matchs) puis 3 tours (5-5-7) |
| 2012-2013 | Rouen                                                     | Angers                                                    | 14      | Ligue Magnus          | Poule unique (26 matchs) puis 3 tours (5-5-7) |
| 2013-2014 | Briançon                                                  | Angers                                                    | 14      | Ligue Magnus          | Poule unique (26 matchs) puis 3 tours (5-7-7) |
| 2014-2015 | Gap                                                       | Gamyo Épinal                                              | 14      | Ligue Magnus          | Poule unique (26 matchs) puis 3 tours (5-7-7) |
| 2015-2016 | Rouen                                                     | Ducs d'Angers                                             | 14      | Ligue Magnus          | Poule unique (26 matchs) puis 3 tours (7-7-7) |
| 2016-2017 | Gap                                                       | Rouen                                                     | 12      | Ligue Magnus          | Poule unique (44 matchs) puis 3 tours (7-7-7) |
| 2017-2018 | Rouen                                                     | Grenoble                                                  | 12      | Ligue Magnus          | Poule unique (44 matchs) puis 3 tours (7-7-7) |
| 2018-2019 | Grenoble                                                  | Rouen                                                     | 12      | Ligue Magnus          | Poule unique (44 matchs) puis 3 tours (7-7-7) |
| 2019-2020 | Compétition annulée en raison de la pandémie de Covid-19. | Compétition annulée en raison de la pandémie de Covid-19. | 11      | Ligue Magnus          | Grenoble remporte le trophée Jacques-Lacarrière en terminant vainqueur de la saison régulière mais cette année-là aucun titre de champion n'est officiellement décerné.                             |
| 2020-2021 | Rouen                                                     | Angers                                                    | 12      | Ligue Magnus          | La Ligue Magnus se déroule finalement juste en simple aller-retour et les play-offs sont annulés, le premier de la saison régulière est cette année-là exceptionnellement sacré champion de France. |
| 2021-2022 | Grenoble                                                  | Angers                                                    | 12      | Ligue Magnus          | Poule unique (44 matchs) puis 3 tours (7-7-7) |
| 2022-2023 | Rouen                                                     | Grenoble                                                  | 12      | Ligue Magnus          | Poule unique (44 matchs) puis 3 tours (7-7-7) |
| 2023-2024 | Rouen                                                     | Bordeaux                                                  | 12      | Ligue Magnus          | Poule unique (44 matchs) puis 3 tours (7-7-7) |
| 2024-2025 | Grenoble                                                  | Angers                                                    | 12      | Ligue Magnus          | Poule unique (44 matchs) puis 3 tours (7-7-7) |

### Par club
|     | Club                   | Titres | Dernier titre |
| --- | ---------------------- | ------ | ------------- |
| 1er | Chamonix               | 30     | 1979          |
| 2e  | Rouen                  | 18     | 2024          |
| 3e  | Grenoble               | 9      | 2025          |
| 4e  | CP Paris               | 8      | 1926          |
| 5e  | Saint-Gervais          | 6      | 1989          |
| 6e  | Stade français         | 4      | 1935          |
| -   | Gap                    | 4      | 2017          |
| 8e  | Boulogne-Billancourt   | 3      | 1962          |
| -   | Français Volants Paris | 3      | 1989          |
| 10e | RC Paris               | 2      | 1951          |
| -   | Mont-Blanc             | 2      | 1988          |
| -   | Brest                  | 2      | 1997          |
| -   | Reims                  | 2      | 2002          |
| -   | Amiens                 | 2      | 2004          |
| 15e | SC Lyon                | 1      | 1907          |
| -   | Paris UC               | 1      | 1953          |
| -   | HC Lyon                | 1      | 1956          |
| -   | Tours                  | 1      | 1980          |
| -   | Megève                 | 1      | 1984          |
| -   | Mulhouse               | 1      | 2005          |
| -   | Briançon               | 1      | 2014          |

## Vainqueur de la saison régulière
| Saison    | Vainqueur                                                            |
| --------- | -------------------------------------------------------------------- |
| 1987-1988 | Mont-Blanc                                                           |
| 1988-1989 | Rouen                                                                |
| 1989-1990 | Rouen                                                                |
| 1990-1991 | Rouen                                                                |
| 1991-1992 | Rouen                                                                |
| 1992-1993 | Rouen                                                                |
| 1993-1994 | Rouen                                                                |
| 1994-1995 | Rouen                                                                |
| 1995-1996 | Rouen                                                                |
| 1996-1997 | Brest                                                                |
| 1997-1998 | Grenoble                                                             |
| 1998-1999 | Reims                                                                |
| 1999-2000 | Reims                                                                |
| 2000-2001 | Rouen                                                                |
| 2001-2002 | Reims                                                                |
| 2002-2003 | Mulhouse (Rouen sans les sept points de pénalité aurait terminé 1er) |
| 2003-2004 | Grenoble                                                             |
| 2004-2005 | Rouen                                                                |
| 2005-2006 | Rouen                                                                |
| 2006-2007 | Morzine-Avoriaz                                                      |
| 2007-2008 | Rouen                                                                |
| 2008-2009 | Briançon                                                             |
| 2009-2010 | Rouen                                                                |
| 2010-2011 | Rouen                                                                |
| 2011-2012 | Rouen                                                                |
| 2012-2013 | Angers                                                               |
| 2013-2014 | Rouen                                                                |
| 2014-2015 | Grenoble                                                             |
| 2015-2016 | Gap                                                                  |
| 2016-2017 | Gap                                                                  |
| 2017-2018 | Grenoble                                                             |
| 2018-2019 | Rouen                                                                |
| 2019-2020 | Grenoble                                                             |
| 2020-2021 | Rouen                                                                |
| 2021-2022 | Grenoble                                                             |
| 2022-2023 | Grenoble                                                             |
| 2023-2024 | Rouen                                                                |
| 2024-2025 | Grenoble                                                             |